# Osteraccum
Osteraccum ist eine kleine Ortschaft in Ostfriesland. Sie gehört zur Gemeinde Stedesdorf. Die 6,88 Quadratkilometer große Streusiedlung hat etwa 50 Einwohner. Sie liegt etwa 1,5 Kilometer nördlich von Stedesdorf und rund etwa drei Kilometer ostsüdöstlich von Esens auf einer Höhe von etwa 3 Metern über NN. Zur Ortschaft gehören noch die Dörfer und Wohnplätze Boisenhausen, Helsenwarfen, Insenhausen und Twietens.

## Geschichte
Osteraccum wird erstmals 1497 oder 1498 im Testament der Herrscherfamilie Kankena unter dem Namen Oesterackum genannt. Der Ortsname setzt sich zusammen aus der Himmelsrichtung Osten sowie dem Grundwort Accum, das sich wiederum aus dem Rufnamen Acke und -um (=Heim) zusammensetzt. 
Osteraccum war eine selbstständige Gemeinde, die 1972 mit Thunum, Mamburg und Stedesdorf zur Gemeinde Stedesdorf vereinigt wurde.

## Söhne und Töchter des Ortes
- Gerhold Hinrichs-Henkensiefken (* 1955), Politiker (FDP) und Mitglied der Hamburgischen Bürgerschaft